# بریجیت باکو
بریجیت باکو (انگلیسی: Brigitte Bako؛ زادهٔ ۱۵ مه ۱۹۶۷) یک بازیگر سینماو صداپیشه اهل کانادا است.
از فیلم‌ها یا برنامه‌های تلویزیونی که وی در آن نقش داشته است می‌توان به داستان‌های نیویورکی، روز عجیب و غریب اشاره کرد.